# Hyloniscus stankovici
Hyloniscus stankovici är en kräftdjursart som beskrevs av Ionel Grigore Tabacaru 1972. Hyloniscus stankovici ingår i släktet Hyloniscus och familjen Trichoniscidae. Inga underarter finns listade i Catalogue of Life.